# Рогужно-Замек
Рогужно-Замек (пол. Rogóźno-Zamek, нім. Roggenhausen Schloß) — село в Польщі, у гміні Рогужно Грудзьондзького повіту Куявсько-Поморського воєводства.
Населення — 428 осіб (2011).
У 1975-1998 роках село належало до Торунського воєводства.

## Демографія
Демографічна структура станом на 31 березня 2011 року:
|          | Загалом | Допрацездатний вік | Працездатний вік | Постпрацездатний вік |
| -------- | ------- | ------------------ | ---------------- | -------------------- |
| Чоловіки | 219     | 45                 | 164              | 10                   |
| Жінки    | 209     | 51                 | 128              | 30                   |
| Разом    | 428     | 96                 | 292              | 40                   |